# Caprilia
Corymica là một chi bướm đêm thuộc họ Geometridae.